# Castillonnès
Castillonnès (okzitanisch: Castilhones) ist eine französische Kleinstadt mit 1.359 Einwohnern (Stand: 1. Januar 2022) im Département Lot-et-Garonne in der Region Nouvelle-Aquitaine. Sie gehört zum Arrondissement Villeneuve-sur-Lot und zum Kanton Le Val du Dropt. Die Einwohner werden Castillonnésiens genannt.

## Geographie
Die Stadt Castillonnès liegt etwa 24 Kilometer südsüdöstlich von Bergerac. Der Fluss Dropt begrenzt die Gemeinde im Norden. Umgeben wird Castillonnès von den Nachbargemeinden Saint-Quentin-du-Dropt im Norden, Ferrensac im Osten, Lougratte im Süden, Montauriol im Südwesten und Westen, Douzains im Westen sowie Cahuzac im Nordwesten. Durch die Gemeinde führt die Route nationale 21.

## Geschichte
Eine Bastide wurde um 1259 von Alfons von Poitiers begründet.

## Bevölkerungsentwicklung
| Jahr                       | 1962 | 1968 | 1975 | 1982 | 1990 | 1999 | 2006 | 2014 | 2022 |
| -------------------------- | ---- | ---- | ---- | ---- | ---- | ---- | ---- | ---- | ---- |
| Einwohner                  | 1524 | 1408 | 1353 | 1382 | 1424 | 1325 | 1499 | 1421 | 1359 |
| Quellen: Cassini und INSEE |      |      |      |      |      |      |      |      |      |

## Sehenswürdigkeiten

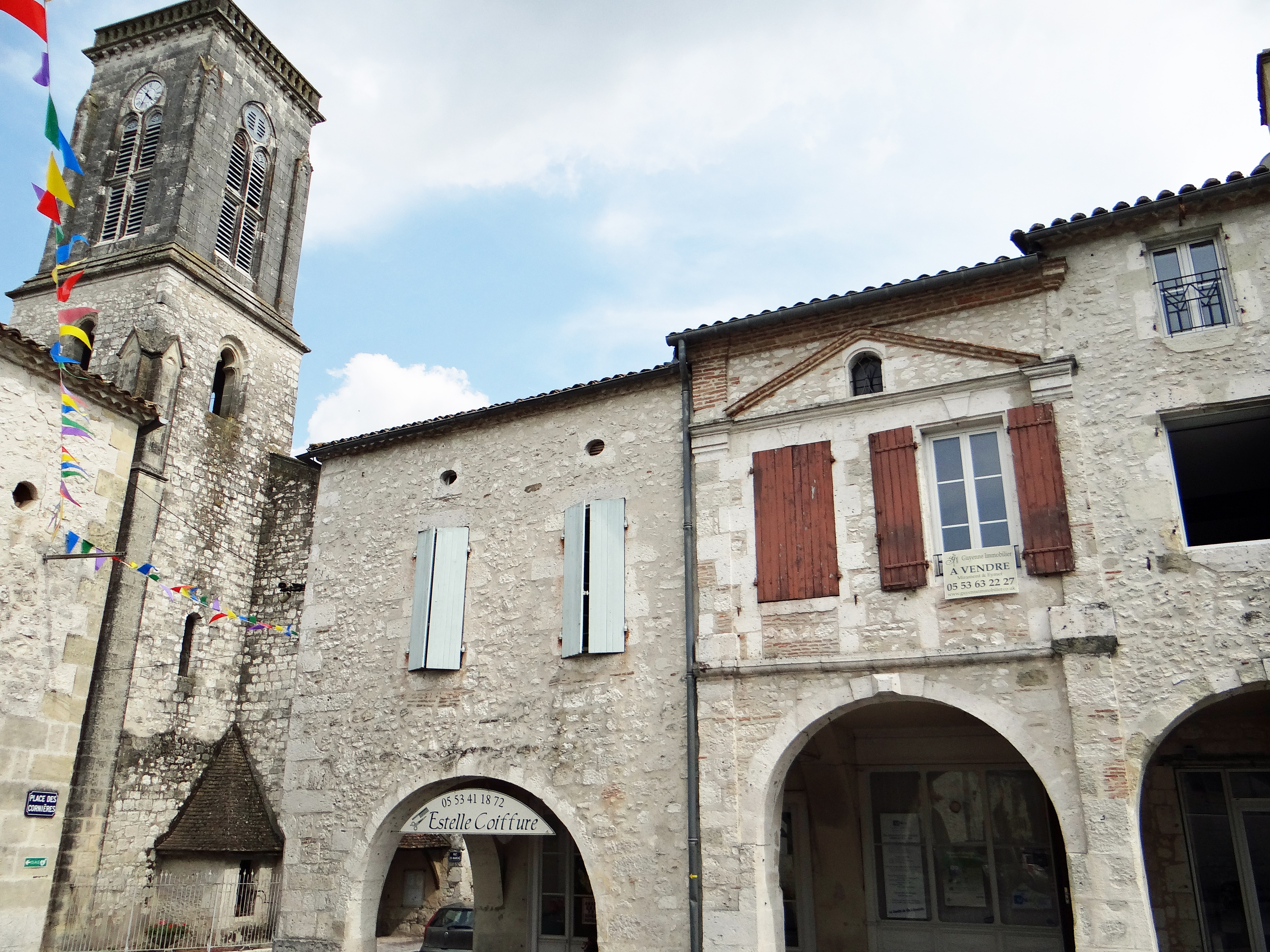
Kirche Saint-Pierre
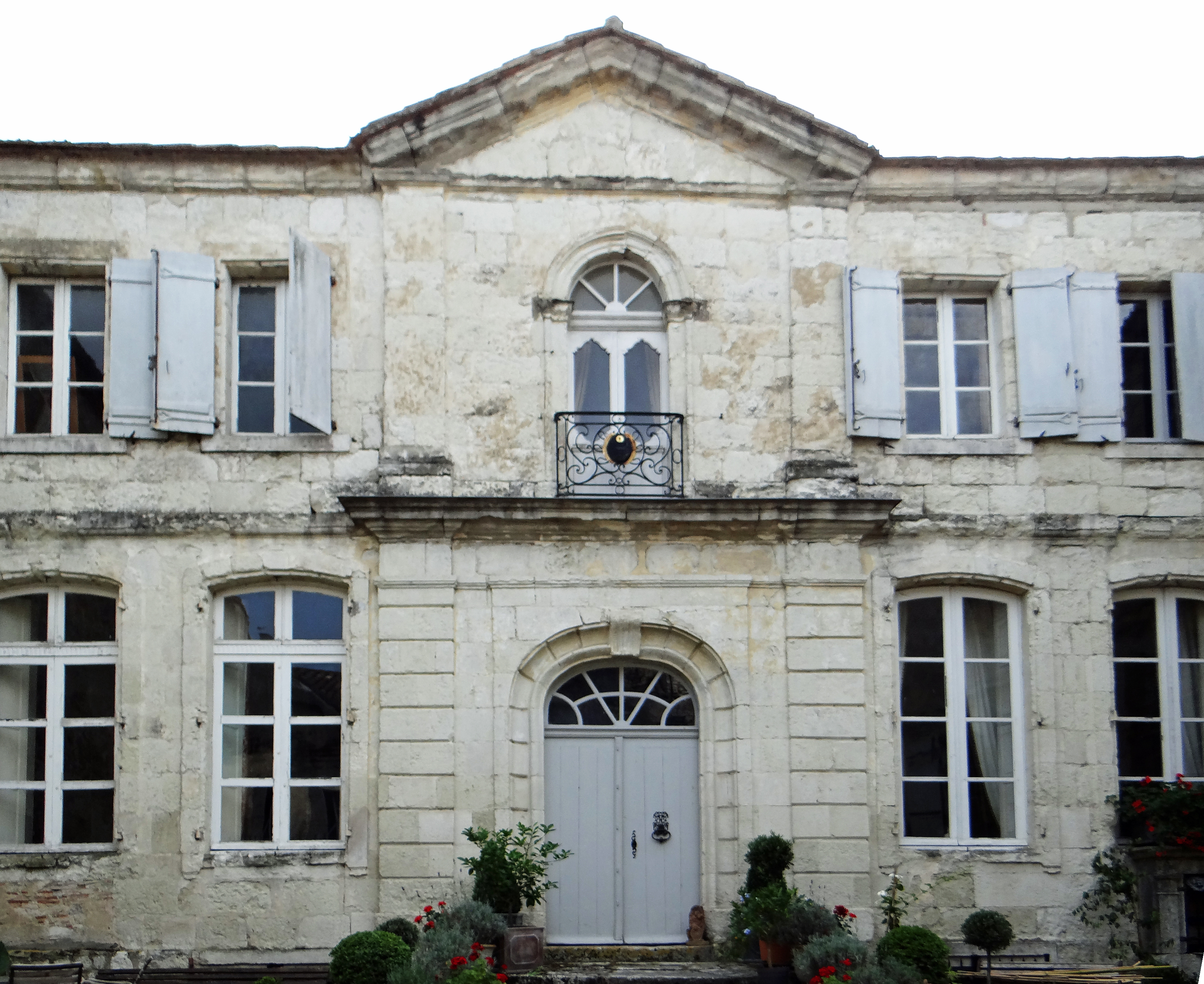
Hôtel Cours de Thomazeau, um 1770 erbaut, seit 1996 Monument historique
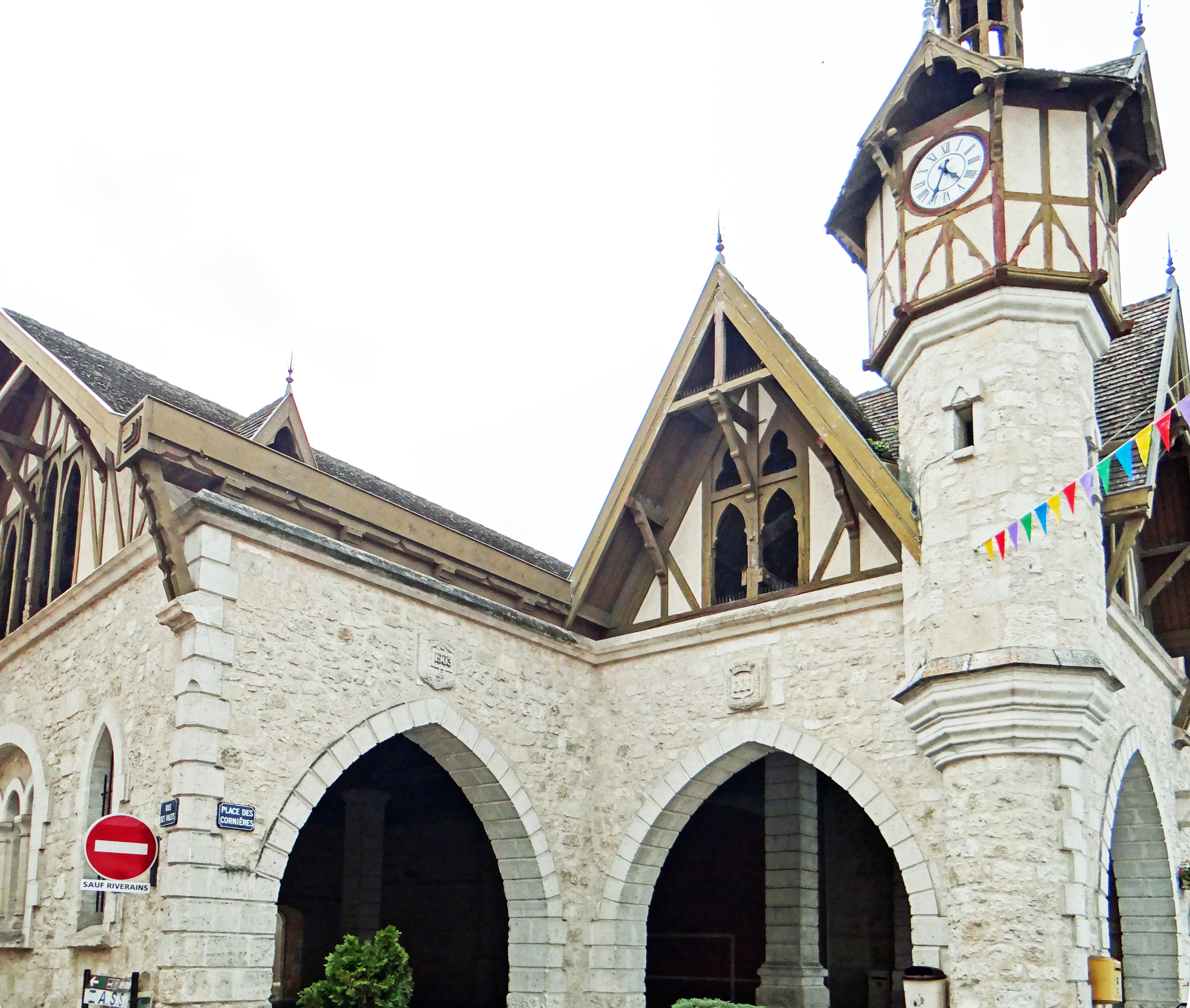
Markthalle

- Schloss Servelaure
- Schloss Le Balet
- Markthalle von 1905
- Hippodrom
- Wasserturm

- Kirche Saint-Pierre
- Hôtel Cours de Thomazeau
- Markthalle

## Gemeindepartnerschaft
Mit der elsässischen Gemeinde Soultzeren besteht eine Partnerschaft. Deren Einwohner wurden zu Beginn des Zweiten Weltkrieges nach Castillonès evakuiert.